# Diogo Colombo
Diogo Colombo e Perestrelo (em castelhano: Diego Colón y Perestrelo; nascido em Porto Santo, Madeira ou Lisboa, Portugal em 1479 ou 1480 — falecido em Puebla de Montalbán, Toledo, Espanha, em 23 de fevereiro de 1526), era o filho primogénito de Cristóvão Colombo e Filipa Moniz. Tal como seu pai, foi navegador, almirante, vice-rei e governador das Índias de Castela (que correspondiam às hoje chamadas América Latina e América do Norte). Casou com D. Maria de Toledo, sobrinha do duque de Alba.
A data do nascimento de Diogo não é de todo determinável, estimando-se que tenha ocorrido por volta do ano de 1479 ou 1480, em Lisboa. A capital portuguesa é o local indicado por Diego Mendez no testemunho que dá no processo de habilitação ao hábito da Ordem de Santiago do filho homónimo do segundo Almirante das Índias de Castela.
Após o falecimento de Filipa, Diogo foi com o pai para Castela onde terá chegado em fins de 1484 ou inícios de 1485 tendo aí crescido e se formado beneficiando-se do estatuto alcançado por seu pai mesmo antes do descobrimento do Novo Mundo em 1492.